# Samsung Galaxy S5 Mini
El Samsung Galaxy Mini S5 es un teléfono inteligente desarrollado por Samsung Electronics. Fue anunciado oficialmente el 28 de agosto de 2014. El S5 Mini es un modelo de gama alta de su buque insignia Samsung Galaxy S5 y también el sucesor del Galaxy S4 Mini. Tiene unas características similares de diseño y software de su contraparte de gama alta.

## Sistema Operativo
Este dispositivo viene incorporado desde fábrica con Android KitKat 4.4.2 junto con la clásica capa de personalización TouchWiz de Samsung, siendo actualizable a Android Marshmallow la cual trae una renovada versión de TouchWiz, además posee aplicaciones similares a las del Samsung Galaxy S5 como S Health con el sensor de ritmo cardíaco, también incluye el "Ultra Power Saving Mode" o Modo Ultra Ahorro de Batería pre instalado que aumenta la duración de la batería masivamente desactivando todas las funciones no básicas y deshabilitando el uso de todas las aplicaciones a excepción de algunas del sistema y aplicaciones optimizadas para este modo. Otra medida que es cambiar el modo de color de la pantalla a escala de grises.